# Nazionale maschile di pallanuoto dell'Argentina
La nazionale di pallanuoto maschile dell'Argentina è la rappresentativa argentina nelle competizioni internazionali maschili di pallanuoto. È controllata dalla Confederación Argentina de Deportes Acuáticos.

## Storia
Ha ottenuto il suo miglior risultato di sempre con la doppia vittoria nei Giochi panamericani nelle prime due edizioni della manifestazione. Ha partecipato a quattro Olimpiadi, l'ultima delle quali nel 1960. Dopo allora non è più riuscita a qualificarsi a manifestazioni di respiro mondiale fino al 2015, quando partecipa al mondiale, classificandosi all'ultimo posto.

## Partecipazioni
Olimpiadi
- 1928 9º
- 1948 9º
- 1952 13º
- 1960 9º

Mondiali
- 2015 16º posto
- 2023 13º posto

Giochi panamericani
- 1951  Oro
- 1955  Oro
- 1959  Argento
- 1963  Bronzo
- 1971 6º
- 1991 7º
- 1995 5º
- 1999 7º
- 2003 6º
- 2007 6º
- 2011 5º
- 2015 4º
- 2019 4º
- 2023  Bronzo

## Rose

### Olimpiadi
Giochi olimpici - Amsterdam 1928Bistoletti · Bustamente · Castro · Moreau · Rovere · Uranga · Vásquez · Stipanicic, CT: -
Giochi olimpici - Londra 1948Codaro, Filiberti, Maidana, Prono, Szabo, C. Visentín, M. Visentín, Díez, Fijalkauskas, Sebastián, Trimboli, CT: -
Giochi olimpici - Helsinki 1952Codaro · Díez · Normandín · Sebastián · Szabo · C. Visentín · M. Visentín · Maidana · González · Marino, CT: -
Giochi olimpici - Roma 1960Codaro, Consuegra, Carnovali, Fischer, Lucey, Parga, Wolff, Maganás, CT: -

### Giochi panamericani
Giochi panamericani - Buenos Aires 1951Codaro, Díez, Normandín, Passeggi, Sebastián, Trimboli, C. Visentín, M. Visentín, CT: -
Giochi panamericani - Città del Messico 1955Bartolomé, Cal, Cevasco, Codaro, Díez, Marino, Normandín, Sebastián, CT: -